# Mziuri Cup 2025 - Doppio
Il doppio del torneo di tennis professionistico Mziuri Cup 2025, facente parte della categoria Challenger 50 nell'ambito dell'ATP Challenger Tour 2025, si è  giocato dal 19 al 24 maggio a Tbilisi, in Georgia. Charles Broom e Ben Jones erano i detentori del titolo ma solo Broom aveva scelto di partecipare in coppia con Alastair Gray.
In finale Masamichi Imamura e Naoki Tajima hanno sconfitto Siddhant Banthia e Ramkumar Ramanathan con il punteggio di 1–6, 6–3, [10–5].

## Teste di serie
1. Siddhant Banthia /  Ramkumar Ramanathan (finale)
2. Pruchya Isaro /  Kaichi Uchida (quarti di finale)

1. Lukáš Pokorný /  Sun Fajing (quarti di finale, ritirati)
2. Egor Agafonov /  Ilia Simakin (primo turno)

## Wildcard
1. Aleksandre Bakshi /  Sergey Betov (quarti di finale)

1. Eleftherios Neos /  Zura Tkemaladze (primo turno)

## Ranking protetto
1. Sai Karteek Reddy Ganta /  Parikshit Somani (primo turno)

## Tabellone

### Legenda
| - Q = Qualificato - WC = Wild card - LL = Lucky loser | - ALT = Alternate - SE = Special Exempt - PR = Protected Ranking | - w/o = Walkover - r = Ritirato - d = Squalificato |

|  | Primo turno | Primo turno                  | Primo turno             | Primo turno | Primo turno |  |  | Quarti di finale | Quarti di finale             | Quarti di finale             | Quarti di finale             | Quarti di finale             |   |    | Semifinali | Semifinali                           | Semifinali             | Semifinali                     | Semifinali |   |      | Finale | Finale | Finale | Finale | Finale |  |
|  |             |                              |                         |             |             |  |  |                  |                              |                              |                              |                              |   |    |            |                                      |                        |                                |            |   |      |        |        |        |        |        |  |
|  | 1           | S Banthia R Ramanathan       | S Banthia R Ramanathan  | 7           | 6           |  |  |                  |                              |                              |                              |                              |   |    |            |                                      |                        |                                |            |   |      |        |        |        |        |        |  |
|  |             | A Rai R Strombachs           | A Rai R Strombachs      | 5           | 4           |  |  | 1                | S Banthia R Ramanathan       | 6                            | 3                            | [10                          |   |    |            |                                      |                        |                                |            |   |      |        |        |        |        |        |  |
|  |             | P Henning CJ Lock            | P Henning CJ Lock       | 4           | 67          |  |  | WC               | A Bakshi S Betov             | 2                            | 6                            | [6]                          |   |    |            |                                      |                        |                                |            |   |      |        |        |        |        |        |  |
|  | WC          | A Bakshi S Betov             | A Bakshi S Betov        | 6           | 79          |  |  |                  |                              |                              |                              |                              |   |    | 1          | S Banthia R Ramanathan               | S Banthia R Ramanathan | 6                              | 6          |   |      |        |        |        |        |        |  |
|  | 3           | L Pokorný F Sun              | L Pokorný F Sun         | 6           | 7           |  |  |                  |                              |                              | T Hands M Whitehouse         | T Hands M Whitehouse         | 4 | 2  |            |                                      |                        |                                |            |   |      |        |        |        |        |        |  |
|  |             | K Stevenson H Wendelken      | K Stevenson H Wendelken | 4           | 61          |  |  | 3                | L Pokorný F Sun              | L Pokorný F Sun              | L Pokorný F Sun              |                              |   |    |            |                                      |                        |                                |            |   |      |        |        |        |        |        |  |
|  |             | S Kielan F Pieczonka         | S Kielan F Pieczonka    | 63          | 4           |  |  |                  | T Hands M Whitehouse         | T Hands M Whitehouse         | T Hands M Whitehouse         | w/o                          |   |    |            |                                      |                        |                                |            |   |      |        |        |        |        |        |  |
|  |             | T Hands M Whitehouse         | T Hands M Whitehouse    | 7           | 6           |  |  |                  |                              |                              |                              |                              |   |    | 1          | Siddhant Banthia Ramkumar Ramanathan | 6                      | 3                              | [5]        |   |      |        |        |        |        |        |  |
|  |             | C Broom A Gray               | C Broom A Gray          | 6           | 6           |  |  |                  |                              |                              |                              |                              |   |    |            |                                      |                        | Masamichi Imamura Naoki Tajima | 1          | 6 | [10] |        |        |        |        |        |  |
|  |             | E Coulibaly K van Wyk        | E Coulibaly K van Wyk   | 3           | 4           |  |  |                  | C Broom A Gray               | C Broom A Gray               | 62                           | 4                            |   |    |            |                                      |                        |                                |            |   |      |        |        |        |        |        |  |
|  |             | M Imamura N Tajima           | 6                       | 6           | [10]        |  |  |                  | M Imamura N Tajima           | M Imamura N Tajima           | 7                            | 6                            |   |    |            |                                      |                        |                                |            |   |      |        |        |        |        |        |  |
|  | 4           | E Agafonov I Simakin         | 2                       | 78          | [5]         |  |  |                  |                              |                              |                              |                              |   |    |            | M Imamura N Tajima                   | M Imamura N Tajima     | 6                              | 7          |   |      |        |        |        |        |        |  |
|  | WC          | E Neos Z Tkemaladze          | 7                       | 5           | [4]         |  |  |                  |                              |                              | P Bar Biryukov S Purtseladze | P Bar Biryukov S Purtseladze | 1 | 60 |            |                                      |                        |                                |            |   |      |        |        |        |        |        |  |
|  |             | P Bar Biryukov S Purtseladze | 65                      | 7           | [10]        |  |  |                  | P Bar Biryukov S Purtseladze | P Bar Biryukov S Purtseladze | 6                            | 6                            |   |    |            |                                      |                        |                                |            |   |      |        |        |        |        |        |  |
|  | PR          | SKR Ganta P Somani           | SKR Ganta P Somani      | 4           | 2           |  |  | 2                | P Isaro K Uchida             | P Isaro K Uchida             | 4                            | 2                            |   |    |            |                                      |                        |                                |            |   |      |        |        |        |        |        |  |
|  | 2           | P Isaro K Uchida             | P Isaro K Uchida        | 6           | 6           |  |  |                  |                              |                              |                              |                              |   |    |            |                                      |                        |                                |            |   |      |        |        |        |        |        |  |